# Bojé de malagueta

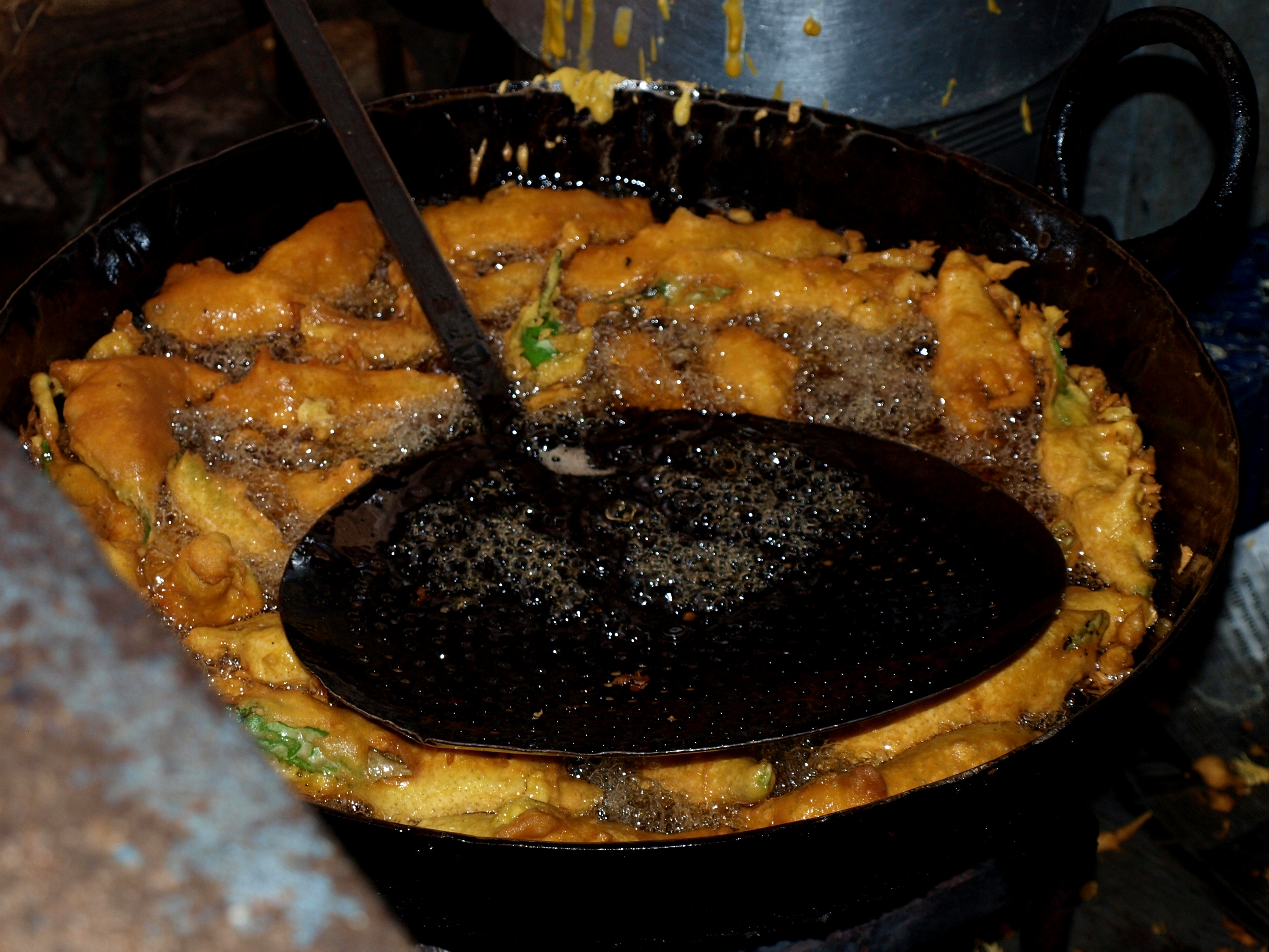
Fritura de bojés de malagueta em Mapuçá, em Goa.

Bojé de malagueta é um bojé picante tradicional da culinária de Goa. Consiste numa malagueta frita, envolvida num polme, à semelhança dos peixinhos da horta.
São normalmente utilizadas malaguetas verdes compridas. O polme pode ser preparado com farinha de grão-de-bico e diversas especiarias, que podem incluir jindungo vermelho seco desfeito.
É frequente servir os bojés de malagueta com um chetnins de hortelã e de coco. Por vezes, as malaguetas são recheadas com batata e pasta de tamarindo.